# Wilmer (Texas)
Wilmer város az USA Texas államában, Dallas megyében. Lakosainak száma 4974 fő (2020. április 1.).

## Népesség
A település népességének változása:

| 2010 | 3 682 |
| 2020 | 4 974 |